# Bitch (magazine)
Pour les articles homonymes, voir Bitch.
Bitch est un magazine trimestriel américain féministe et indépendant fondé en 1996 par Lisa Jervis et Andi Zeisler.

## Présentation
Le magazine Bitch est vendu en librairie aux États-Unis et au Canada Il est également disponible sur abonnement. Son lectorat regroupe près de 80 000 personnes. Les locaux de la rédaction se situent à Portland, dans l'Oregon. Bitch a pour slogan « feminist response to pop culture », soit « une réaction féministe à la culture populaire ». Le support est édité par Bitch Media, une organisation de médias féministes à but non lucratif dont l’objectif premier est de fournir et encourager une réponse féministe engagée et réfléchie aux médias traditionnels et à la culture populaire,.
Le titre se compose d'analyses et de critiques sous un angle féministe des médias américains et de la culture populaire américaine. La ligne éditoriale s’attache autant à des événements politiques actuels, des tendances sociales et culturelles, qu’à des émissions de télévision, des films, des livres, de la musique, de la publicité et des œuvres d'art. En complément du magazine trimestriel, la rédaction publie quotidiennement des articles en ligne ainsi que des podcasts hebdomadaires.

## Histoire
En janvier 1996, le premier numéro de Bitch prend la forme d’un fanzine composé de dix feuillets et distribué à l'arrière d'un break dans les rues d’Oakland,.
À l’origine de la publication, les éditrices et fondatrices Lisa Jervis et Andi Zeisler, accompagnées du directeur artistique Benjamin Shaykin, souhaitent créer un forum public pour diffuser des pensées et des théories sur les femmes, le genre et les questions féministes, en décryptant notamment les médias américains traditionnels et l’influence de la culture populaire. En 2001, grâce à une aide financière de l'Independent Press Association de San Francisco, Lisa Jervis et Andi Zeisler quittent leur emploi pour se consacrer entièrement au développement du magazine. Le duo fonde également Bitch Média, une organisation multimédia féministe à but non lucratif basée à Portland, principale éditrice du titre de presse,.
En août 2006, Bitch célèbre son 10e anniversaire en publiant l’anthologie BITCHfest: Ten Years of Cultural Criticism from the Pages of Bitch Magazine. Sous la direction de ses fondatrices, le numéro mêle à la réimpression d’articles et critiques marquantes, de nouveaux essais rédigés spécialement pour cette édition.
En mars 2007, la rédaction quitte ses bureaux d'Oakland, et s’installe à Portland en Oregon. Le 50e numéro du magazine est publié en 2011. La même année, Bitch remporte le Utne Reader Independent Press Award pour sa couverture de l’actualité sociale et culturelle.
Parmi ses autres publications, Bitch Media accueille le podcasts Popaganda et Backtalk animés par Amy Lam et Sarah Mirk autour de la politique, l’actualité et les médias.